# Адолф II (Берг)
Адолф II (IV) фон Берг (на немски: Adolf II (IV) von Berg; * 1090-те; † 12 октомври 1170, Одентал-Алтенберг, Северен Рейн-Вестфалия) е граф на Берг от 1115 до 1160 г. и граф на Алтена.

## Живот
Той е най-възрастният син и последник на граф Адолф I фон Берг († 1106) и Аделхайд фон Лауфен (* 1075), единственото дете на граф Хайнрих II фон Лауфен и на Ида фон Хьовел. Брат му Бруно (* 1100; † 29 май 1137) е като Бруно II архиепископ на Кьолн.
Адолф II се жени през 1120 г. за Аделхайд фон Ритберг, дъщеря на граф Хайнрих (III) фон Арнсберг-Ритберг († 1116) и Беатрис фон Хилдрицхаузен († 1115/1122), сестра на Еберхард I фон Хилдрицхаузен († 1112), княжески епископ на Айхщет. През 1127 г. Адолф II се жени втори път за Ирмгард фон Шварценбург, племенница на Фридрих I фон Шварценбург, архиепископът на Кьолн, дъщеря на граф Енгелберт фон Шварценбург († сл. 1125).
Адолф II основава дворец Бург, който става негова резиденция от 1133 г. Той контролира търговските пътища между Кьолн и Дортмунд и сребърните богатства на Берг. Адолф II сече монети във Виндберг, Бенсберг и Зигбург. Освен това той е фогт на манастир Дюнвалд, на абатство Дойтц, на манастир Капенберг.
През 1147 г. той участва във Втория кръстоносен поход на крал Конрад III. Неговият син от първия му брак, Адолф, го придружава и пада убит през 1148 г. при неуспешната обсада на Дамаск.
През 1152 г. Адолф II разширява замъка Алтена. През 1160 г. се отказва от всичките си служби и става монах в Алтенберг. Умира вероятно на 12 октомври 1170 г. и е погребан първо в Маркус-капелата и през 1313 г. е преместен в новопостроената катедрала на Алтенберг.
Неговите синове от втория му брак, Еберхард I от Берг-Алтена и Енгелберт I от Берг си разделят територията. Останалите му синове са на църковни служби: Фридрих II фон Берг е от 1156 до 1158 г. архиепископ на Кьолн, Бруно III фон Берг e архиепископ на Кьолн от 1191 до 1193 г., Арнолд фон Берг е от 1173 г. епископ на Оснабрюк и Адолф е игумен на манастир Верден от 1160 до 1174 г.
- Дворец Бург
- Замък Алтена
- Катедрала Алтенберг

## Деца
от първия брак:
- Адолф († 1148 при Дамаск)

от втория брак:
- Еберхард I фон Берг-Алтена (* пр. 1150, † 23 януари 1180), първият граф на Алтена (1160– 1180), женен за Аделхайд фон Куик-Арнсберг (1157 – 1190?)
- Енгелберт I фон Берг († юли 1189), граф на Берг (1161 – 1189), женен за Маргарета от Гелдерн (1158 – 1185)
- Фридрих II фон Берг (* ок. 1120, † 15 декември 1158), архиепископ на Кьолн (1156 – 1158)
- Бруно III фон Берг (* ок. 1140, † ок. 1200), архиепископ на Кьолн и херцог на Вестфалия (1191 – 1193)
- Арнолд фон Берг († 15 декември 1190 пред Акра), епископ на Оснабрюк (1173 – 1190)
- Адолф († 21 декември 1173), абат на манастир Верден (1160 – 1174)